# Sylvilagus obscurus
Il silvilago degli Appalachi (Sylvilagus obscurus Chapman, Cramer, Dippenaar & Robinson, 1992) è una specie di silvilago endemica degli Stati Uniti.
Questo coniglio, lungo 38,6-43 cm, è diffuso sulla catena montuosa omonima, dalla Pennsylvania settentrionale fino al nord dell'Alabama. Malgrado ricopra un areale molto vasto, la sua distribuzione è piuttosto discontinua. Vive, ad altitudini anche piuttosto elevate, nelle foreste miste di querce e conifere e nei boschetti di Ericacee.
Si nutre di felci, di erbe e, cosa rara per un silvilago, di aghi di conifere. La stagione riproduttiva va dai primi di marzo ai primi di settembre e la gestazione dura 28 giorni. In media una femmina dà alla luce 24 coniglietti ogni anno.